# La Chapelle-Saint-Fray
La Chapelle-Saint-Fray é uma comuna francesa na região administrativa do País do Loire, no departamento de Sarthe. Estende-se por uma área de 6.38 km². Em 2010 a comuna tinha 434 habitantes (densidade: 68 hab./km²).